# Obersaxen
Obersaxen (rätoromanska: Sursaissa) är en tidigare kommun i dåvarande distriktet Surselva i den schweiziska kantonen Graubünden. Obersaxen bestod av ett antal byar, av vilka Meierhof är störst (214 invånare), och centrum även för den nya kommunen. Byarna ligger på en terrass på nordflanken av berget Piz Mundaun, söder om floden Vorderrhein. Den 1 januari 2016 slogs kommunen samman med grannkommen Mundaun till den nya kommunen Obersaxen Mundaun.

## Språk
Obersaxen bildar en tysk språkö i distriktet, som annars domineras av den surselviska rätoromanskan. Detta har sin grund i att walsertyskar började flytta in i området från slutet av 1100-talet, och snart blev så många att det rätoromanska språket kom att trängas undan. 

## Religion
Kyrkan i Obersaxen har förblivit katolsk. Numera finns en reformert minoritet, och de söker kyrka i den närbelägna byn Flond.

## Arbetsliv
Förr i tiden var Obersaxen en lantbruksbygd, men under senare delen av 1900-talet har turism och vintersport kommit att dominera näringslivet. En fjärdedel av de förvärvsarbetande pendlar ut från kommunen, främst till Ilanz.